# Gouvernement Déby
IVe République
Padacké II Padacké III
Le gouvernement Idriss Déby est le gouvernement de la république du Tchad du 8 mai 2018 au 2 mai 2021.

## Historique

### Formation
Le gouvernement Idriss Déby a vu jour après l'avènement de la Quatrième République en mai 2018. Avec l'adoption de cette nouvelle Constitution, les pouvoirs du président de la République sont renforcés, le poste de Premier ministre est supprimé, la durée du mandat présidentiel est désormais de six ans renouvelables une seule fois au lieu de cinq ans renouvelables autant de fois dans l'ancien régime.
La Quatrième République instaure également un serment confessionnel à tous les membres du gouvernement et des institutions de la République. Cette mesure est contestée par l'opposition et par certains membres du gouvernement, qui voient celle-ci contraire à ses convictions religieuses. C'est ainsi que Djibergui Rosine Amane, ministre de l'Aviation civile, du Transport et de la Météorologie (du 7 au 10 mai), refuse de prêter serment en jurant sur la Bible, du fait de ses convictions religieuses lui interdisant de jurer. Elle est remplacée par Mahamat Tahir Orozi. Pour sa part, Madeleine Alingué, a obtenu, après intervention du président Idriss Déby, la modification du texte, en remplaçant « Allah » par « Dieu ».

### Évolution
Le gouvernement est remanié une première fois le 18 juin 2018 et une seconde fois le 9 novembre 2018.
Le 21 janvier 2019, il est procédé à un réajustement, puis le 31 janvier 2019, avec comme nouveauté le limogeage de la ministre du Pétrole et l'Énergie Aziza Mariam Albachir, 10 jours après sa nomination.
Le 30 juin 2019, le gouvernement est légèrement remanié, on compte alors trois départs, quatre entrées et quelques permutations.
Le 11 août 2019, le gouvernement a connu un léger remaniement dont on compte trois départs et trois entrées.
Le pays a ainsi connu une instabilité gouvernementale.

### Succession
Neuf jours après l'élection présidentielle tchadienne de 2021 lors de laquelle il est réélu, Idriss Déby meurt à la guerre le 20 avril 2021. Le lendemain, son fils Mahamat Idriss Déby prend la tête d'un Conseil militaire de transition et, en vertu de la charte de ce Conseil, occupe la fonction de président de la République,.
Le 26 avril, il nomme Albert Pahimi Padacké de nouveau Premier ministre d'un gouvernement de transition. Il forme son gouvernement le 2 mai 2021.

## Composition

### Initiale (7 mai 2018)
| Portefeuille | Nom | Nom                                                             | Parti |
| --- | --- | --------------------------------------------------------------- | ----- |
| Président de la République |     | Idriss Déby                                                     | MPS   |
| Ministre d'État Ministre secrétaire général de la Présidence de la République                                                                          |     | Kalzeubé Pahimi Deubet                                          | MPS   |
| Ministre d'État Ministre conseiller à la présidence de la République                                                                                   |     | Nouradine Delwa Kassire Coumakoye                               |       |
| Ministre d'État Ministre des Infrastructures et du Désenclavement                                                                                      |     | Jean Bernard Padaré                                             |       |
| Ministre de l'Administration du Territoire, de la Sécurité Publique et de la Gouvernance locale                                                        |     | Ahmat Mahamat Bachir                                            |       |
| Ministre délégué à la Présidence chargé de la Défense nationale, des Anciens combattants et Victimes de guerre                                         |     | Bichara Issa Djadallah                                          |       |
| Ministre des Affaires étrangères, de l'Intégration africaine, de la Coopération internationale et de la Diaspora                                       |     | Chérif Mahamat Zene                                             | MPS   |
| Ministre des Finances et du Budget |     | Issa Mahamat Abdelmamout                                        |       |
| Ministre de la Justice, Garde des sceaux, chargé des Droits humains                                                                                    |     | Djimet Arabi                                                    |       |
| Ministre de la Santé publique |     | Aziz Mahamat Saleh                                              |       |
| Ministre de l'Économie et de la Planification du Développement                                                                                         |     | Issa Doubragne                                                  |       |
| Ministre des Postes et des Nouvelles technologies de l'information et de la communication, porte-parole du gouvernement                                |     | Madeleine Alingué                                               |       |
| Ministre de l'Aménagement du territoire, du Développement et de l'Habitat et de l'Urbanisme                                                            |     | Achta Ahmat Breme                                               |       |
| Ministre des Mines, du Développement industriel, Commercial et de la Promotion du secteur privé                                                        |     | Youssouf Abbassalah                                             |       |
| Ministre du Pétrole et de l'Énergie |     | Boukar Michel                                                   |       |
| Ministre de la Fonction publique, du Travail et du Dialogue social                                                                                     |     | Ahmat Adirdir Defallah                                          |       |
| Ministre de l'Éducation nationale et de la Promotion civique                                                                                           |     | Aboubakar Assidick Tchoroma                                     |       |
| Ministre de l'Enseignement supérieur, de la Recherche et de l'Innovation                                                                               |     | Zakaria Fadoul Kitir                                            |       |
| Ministre de la Production, de l'Irrigation et des Équipements agricoles                                                                                |     | Lydie Beassmda                                                  |       |
| Ministre de l'Aviation civile, du Transport et de la Météorologie                                                                                      |     | Dibergui Rosine Amane (jusqu'au 10/05/2018) Mahamat Tahir Rozzi |       |
| Ministre de l'Élevage et des Productions animales |     | Gayang Souare                                                   |       |
| Ministre de L'Environnement, de l'Eau et la Pêche |     | Sidick Abdelkerim Haggar                                        |       |
| Ministre du Développement touristique, de la Culture et de l'Artisanat                                                                                 |     | Djalal Ardjounn Khalil                                          |       |
| Ministre de la Formation professionnelle et des Petits métiers                                                                                         |     | Ruth Tédébé                                                     |       |
| Ministre de la Femme, de la Protection de la petite enfance et de la Solidarité nationale                                                              |     | Djamila Bachar Alkhatib                                         |       |
| Ministre de la Promotion des jeunes, du Sports et de l'Emploi                                                                                          |     | Mahamat Nassour Abdoulaye                                       |       |
| Ministre secrétaire générale du gouvernement, chargée des relations avec l'Assemblée nationale et de la Promotion du bilinguisme dans l'administration |     | Mariam Mahamat Nour                                             | MPS   |
| Secrétaire d'État aux Affaires étrangères, à l'Intégration africaine et à la Coopération internationale                                                |     | Ndolenodji Alixe Naimbaye                                       |       |
| Secrétaire d'État à l'Éducation nationale et à la Promotion civique                                                                                    |     | Ndordji Nazaire                                                 |       |
| Secrétaire d'État aux Finances et au Budget |     | Allali Mahamat Abakar                                           |       |
| Secrétaire d'État à l'Économie, de la Planification du développement                                                                                   |     | Rozzi Mammaye                                                   |       |

### Remaniement du 18 juin 2018
- Les nouveaux ministres sont indiqués en gras, ceux ayant changé d'attributions en italique.

| Portefeuille | Nom | Nom                               | Parti |
| --- | --- | --------------------------------- | ----- |
| Président de la République |     | Idriss Déby                       | MPS   |
| Ministre d'État Ministre secrétaire général de la Présidence de la République                                                                          |     | Kalzeubé Pahimi Deubet            | MPS   |
| Ministre d'État Ministre conseiller à la présidence de la République                                                                                   |     | Nouradine Delwa Kassire Coumakoye |       |
| Ministre des Infrastructures et du Désenclavement |     | Abdramane Mouctar Mahamat         |       |
| Ministre de l'Administration du Territoire, de la Sécurité Publique et de la Gouvernance locale                                                        |     | Ahmat Mahamat Bachir              |       |
| Ministre délégué à la Présidence chargé de la Défense nationale, des Anciens combattants et Victimes de guerre                                         |     | Bichara Issa Djadallah            |       |
| Ministre des Affaires étrangères, de l'Intégration africaine, de la Coopération internationale et de la Diaspora                                       |     | Chérif Mahamat Zene               | MPS   |
| Ministre des Finances et du Budget |     | Issa Mahamat Abdelmamout          |       |
| Ministre de la Justice, Garde des sceaux, chargé des Droits humains                                                                                    |     | Djimet Arabi                      |       |
| Ministre de l'Économie et de la Planification du Développement                                                                                         |     | Issa Doubragne                    |       |
| Ministre des Postes et des Nouvelles technologies de l'information et de la communication, porte-parole du gouvernement                                |     | Ndolenodji Alixe Naïmbaye         |       |
| Ministre de l'Aménagement du territoire, du Développement et de l'Habitat et de l'Urbanisme                                                            |     | Achta Ahmat Breme                 |       |
| Ministre des Mines, du Développement industriel, Commercial et de la Promotion du secteur privé                                                        |     | Youssouf Abbassalah               |       |
| Ministre du Pétrole et de l'Énergie |     | Boukar Michel                     |       |
| Ministre de la Fonction publique, du Travail et du Dialogue social                                                                                     |     | Ali Mbodou Mbodoumi               |       |
| Ministre de l'Éducation nationale et de la Promotion civique                                                                                           |     | Aboubakar Assidick Tchoroma       |       |
| Ministre de la Santé publique |     | Aziz Mahamat Saleh                |       |
| Ministre de l'Enseignement supérieur, de la Recherche et de l'Innovation                                                                               |     | David Houdeingar Ngarimaden       |       |
| Ministre de la Production, de l'Irrigation et des Équipements agricoles                                                                                |     | Lydie Beassmda                    |       |
| Ministre de l'Aviation civile, du Transport et de la Météorologie                                                                                      |     | Mahamat Tahir Rozzi               |       |
| Ministre de l'Élevage et des Productions animales |     | Gayang Souare                     |       |
| Ministre de L'Environnement, de l'Eau et la Pêche |     | Sidick Abdelkerim Haggar          |       |
| Ministre du Développement touristique, de la Culture et de l'Artisanat                                                                                 |     | Madeleine Alingué                 |       |
| Ministre de la Formation professionnelle et des Petits métiers                                                                                         |     | Ruth Tédébé                       |       |
| Ministre de la Femme, de la Protection de la petite enfance et de la Solidarité nationale                                                              |     | Djalal Ardjoun Khalil             |       |
| Ministre de la Promotion des jeunes, du Sports et de l'Emploi                                                                                          |     | Mahamat Nassour Abdoulaye         |       |
| Ministre secrétaire générale du gouvernement, chargée des relations avec l'Assemblée nationale et de la Promotion du bilinguisme dans l'administration |     | Mariam Mahamat Nour               | MPS   |
| Secrétaire d'État aux Affaires étrangères, à l'Intégration africaine et à la Coopération internationale                                                |     | Achta Saleh Damane                |       |
| Secrétaire d'État à l'Éducation nationale et à la Promotion civique                                                                                    |     | Ndordji Nazaire                   |       |
| Secrétaire d'État aux Finances et au Budget |     | Allali Mahamat Abakar             |       |
| Secrétaire d'État à l'Économie, de la Planification du développement                                                                                   |     | Hissein Tahir Souguimi            |       |

### Remaniement du 9 novembre 2018
- Les nouveaux ministres sont indiqués en gras, ceux ayant changé d'attributions en italique.

| Portefeuille | Nom | Nom                               | Parti |
| --- | --- | --------------------------------- | ----- |
| Président de la République |     | Idriss Déby                       | MPS   |
| Ministre d'État Ministre secrétaire général de la Présidence de la République                                                                          |     | Kalzeubé Pahimi Deubet            | MPS   |
| Ministre d'État Ministre conseiller à la présidence de la République                                                                                   |     | Nouradine Delwa Kassire Coumakoye |       |
| Ministre des Infrastructures et du Désenclavement |     | Abdramane Mouctar Mahamat         |       |
| Ministre de l'Administration du Territoire, de la Sécurité Publique et de la Gouvernance locale                                                        |     | Mahamat Aba Ali Saleh             |       |
| Ministre délégué à la Présidence chargé de la Défense nationale, des Anciens combattants et Victimes de guerre                                         |     | Daoud Yaya Soumaine               |       |
| Ministre des Affaires étrangères, de l'Intégration africaine, de la Coopération internationale et de la Diaspora                                       |     | Chérif Mahamat Zene               | MPS   |
| Ministre des Finances et du Budget |     | Issa Mahamat Abdelmamout          |       |
| Ministre de la Justice, Garde des sceaux, chargé des Droits humains                                                                                    |     | Djimet Arabi                      |       |
| Ministre de l'Économie et de la Planification du Développement                                                                                         |     | Issa Doubragne                    |       |
| Ministre des Postes et des Nouvelles technologies de l'information                                                                                     |     | Ndolenodji Alixe Naïmbaye         |       |
| Ministre de la Communication, porte-parole du gouvernement                                                                                             |     | Oumar Yaya                        |       |
| Ministre de l'Aménagement du territoire, du Développement et de l'Habitat et de l'Urbanisme                                                            |     | Achta Ahmat Breme                 |       |
| Ministre des Mines, du Développement industriel, Commercial et de la Promotion du secteur privé                                                        |     | Ahmat Mahamat Bachir              |       |
| Ministre du Pétrole et de l'Énergie |     | Boukar Michel                     |       |
| Ministre de la Fonction publique, du Travail et du Dialogue social                                                                                     |     | Ali Mbodou Mbodoumi               |       |
| Ministre de l'Éducation nationale et de la Promotion civique                                                                                           |     | Aboubakar Assidick Tchoroma       |       |
| Ministre de la Santé publique |     | Aziz Mahamat Saleh                |       |
| Ministre de l'Enseignement supérieur, de la Recherche et de l'Innovation                                                                               |     | David Houdeingar Ngarimaden       |       |
| Ministre de la Production, de l'Irrigation et des Équipements agricoles                                                                                |     | Lydie Beassmda                    |       |
| Ministre de l'Aviation civile, du Transport et de la Météorologie                                                                                      |     | Mahamat Tahir Rozzi               |       |
| Ministre de l'Élevage et des Productions animales |     | Gayang Souare                     |       |
| Ministre de L'Environnement, de l'Eau et la Pêche |     | Sidick Abdelkerim Haggar          |       |
| Ministre du Développement touristique, de la Culture et de l'Artisanat                                                                                 |     | Madeleine Alingué                 |       |
| Ministre de la Formation professionnelle et des Petits métiers                                                                                         |     | Ruth Tédébé                       |       |
| Ministre de la Femme, de la Protection de la petite enfance et de la Solidarité nationale                                                              |     | Djalal Ardjoun Khalil             |       |
| Ministre de la Promotion des jeunes, du Sports et de l'Emploi                                                                                          |     | Mahamat Nassour Abdoulaye         |       |
| Ministre secrétaire générale du gouvernement, chargée des relations avec l'Assemblée nationale et de la Promotion du bilinguisme dans l'administration |     | Mariam Mahamat Nour               | MPS   |
| Secrétaire d'État aux Affaires étrangères, à l'Intégration africaine et à la Coopération internationale                                                |     | Ndordji Nazaire                   |       |
| Secrétaire d'État à l'Éducation nationale et à la Promotion civique                                                                                    |     | Achta Saleh Damane                |       |
| Secrétaire d'État aux Finances et au Budget |     | Allali Mahamat Abakar             |       |
| Secrétaire d'État à l'Économie, de la Planification du développement                                                                                   |     | Hissein Tahir Souguimi            |       |

### Remaniement du 21 janvier 2019
- Les nouveaux ministres sont indiqués en gras, ceux ayant changé d'attributions en italique.

| Portefeuille | Nom | Nom                               | Parti |
| --- | --- | --------------------------------- | ----- |
| Président de la République |     | Idriss Déby                       | MPS   |
| Ministre d'État Ministre secrétaire général de la Présidence de la République                                                                          |     | Kalzeubé Pahimi Deubet            | MPS   |
| Ministre d'État Ministre conseiller à la présidence de la République                                                                                   |     | Nouradine Delwa Kassire Coumakoye |       |
| Ministre des Infrastructures et du Désenclavement |     | Abdramane Mouctar Mahamat         |       |
| Ministre de l'Administration du Territoire, de la Sécurité Publique et de la Gouvernance locale                                                        |     | Mahamat Aba Ali Saleh             |       |
| Ministre délégué à la Présidence chargé de la Défense nationale, des Anciens combattants et Victimes de guerre                                         |     | Daoud Yaya Soumaine               |       |
| Ministre des Affaires étrangères, de l'Intégration africaine, de la Coopération internationale et de la Diaspora                                       |     | Chérif Mahamat Zene               | MPS   |
| Ministre des Finances et du Budget |     | Issa Mahamat Abdelmamout          |       |
| Ministre de la Justice, Garde des sceaux, chargé des Droits humains                                                                                    |     | Djimet Arabi                      |       |
| Ministre de la Santé publique |     | Aziz Mahamat Saleh                |       |
| Ministre de l'Économie et de la Planification du Développement                                                                                         |     | Issa Doubragne                    |       |
| Ministre des Postes et des Nouvelles technologies de l'information                                                                                     |     | Idriss Saleh Bachar               |       |
| Ministre de la Communication, porte-parole du gouvernement                                                                                             |     | Oumar Yaya                        |       |
| Ministre de l'Aménagement du territoire, du Développement et de l'Habitat et de l'Urbanisme                                                            |     | Achta Ahmat Breme                 |       |
| Ministre des Mines, du Développement industriel, Commercial et de la Promotion du secteur privé                                                        |     | Ahmat Mahamat Bachir              |       |
| Ministre du Pétrole et de l'Énergie |     | Aziza Mariam Albachir             |       |
| Ministre de la Fonction publique, du Travail et du Dialogue social                                                                                     |     | Ali Mbodou Mbodoumi               |       |
| Ministre de l'Éducation nationale et de la Promotion civique                                                                                           |     | Aboubakar Assidick Tchoroma       |       |
| Ministre de l'Enseignement supérieur, de la Recherche et de l'Innovation                                                                               |     | David Houdeingar Ngarimaden       |       |
| Ministre de la Production, de l'Irrigation et des Équipements agricoles                                                                                |     | Lydie Beassmda                    |       |
| Ministre de l'Aviation civile, du Transport et de la Météorologie                                                                                      |     | Mahamat Tahir Rozzi               |       |
| Ministre de l'Élevage et des Productions animales |     | Gayang Souare                     |       |
| Ministre de L'Environnement, de l'Eau et la Pêche |     | Sidick Abdelkerim Haggar          |       |
| Ministre du Développement touristique, de la Culture et de l'Artisanat                                                                                 |     | Madeleine Alingué                 |       |
| Ministre de la Formation professionnelle et des Petits métiers                                                                                         |     | Ruth Tédébé                       |       |
| Ministre de la Femme, de la Protection de la petite enfance et de la Solidarité nationale                                                              |     | Djalal Ardjoun Khalil             |       |
| Ministre de la Promotion des jeunes, du Sports et de l'Emploi                                                                                          |     | Mahamat Nassour Abdoulaye         |       |
| Ministre secrétaire générale du gouvernement, chargée des relations avec l'Assemblée nationale et de la Promotion du bilinguisme dans l'administration |     | Mariam Mahamat Nour               | MPS   |
| Secrétaire d'État aux Affaires étrangères, à l'Intégration africaine et à la Coopération internationale                                                |     | Ndordji Nazaire                   |       |
| Secrétaire d'État à l'Éducation nationale et à la Promotion civique                                                                                    |     | Achta Saleh Damane                |       |
| Secrétaire d'État aux Finances et au Budget |     | Allali Mahamat Abakar             |       |
| Secrétaire d'État à l'Économie, de la Planification du développement                                                                                   |     | Hissein Tahir Souguimi            |       |

### Remaniement du 30 juin 2019
- Les nouveaux ministres sont indiqués en gras, ceux ayant changé d'attributions en italique.

| Portefeuille | Nom | Nom                               | Parti |
| --- | --- | --------------------------------- | ----- |
| Président de la République |     | Idriss Déby                       | MPS   |
| Ministre d'État Ministre secrétaire général de la Présidence de la République                                                                          |     | Kalzeubé Pahimi Deubet            | MPS   |
| Ministre d'État Ministre conseiller à la présidence de la République                                                                                   |     | Nouradine Delwa Kassire Coumakoye |       |
| Ministre des Infrastructures et du Désenclavement |     | Abdramane Mouctar Mahamat         |       |
| Ministre de l'Administration du Territoire, de la Sécurité Publique et de la Gouvernance locale                                                        |     | Mahamat Ismaïl Chaïbo             |       |
| Ministre délégué à la Présidence chargé de la Défense nationale, des Anciens combattants et Victimes de guerre                                         |     | Mahamat Abali Salah               |       |
| Ministre des Affaires étrangères, de l'Intégration africaine, de la Coopération internationale et de la Diaspora                                       |     | Chérif Mahamat Zene               | MPS   |
| Ministre des Finances et du Budget |     | Tahir Hamid Nguilin               | MPS   |
| Ministre de la Justice, Garde des sceaux, chargé des Droits humains                                                                                    |     | Djimet Arabi                      |       |
| Ministre de la Santé publique |     | Aziz Mahamat Saleh                |       |
| Ministre de l'Économie et de la Planification du Développement                                                                                         |     | Issa Doubragne                    |       |
| Ministre des Postes et des Nouvelles technologies de l'information                                                                                     |     | Idriss Saleh Bachar               |       |
| Ministre de la Communication, porte-parole du gouvernement                                                                                             |     | Oumar Yaya                        |       |
| Ministre de l'Aménagement du territoire, du Développement et de l'Habitat et de l'Urbanisme                                                            |     | Achta Ahmat Breme                 |       |
| Ministre des Mines, du Développement industriel, Commercial et de la Promotion du secteur privé                                                        |     | Ahmat Mahamat Bachir              |       |
| Ministre du Pétrole et de l'Énergie |     | Aziza Mariam Albachir             |       |
| Ministre de la Fonction publique, du Travail et du Dialogue social                                                                                     |     | Ali Mbodou Mbodoumi               |       |
| Ministre de l'Éducation nationale et de la Promotion civique                                                                                           |     | Laminé Moustapha                  |       |
| Ministre de l'Enseignement supérieur, de la Recherche et de l'Innovation                                                                               |     | David Houdeingar Ngarimaden       |       |
| Ministre de la Production, de l'Irrigation et des Équipements agricoles                                                                                |     | Lydie Beassmda                    |       |
| Ministre de l'Aviation civile, du Transport et de la Météorologie                                                                                      |     | Mahamat Tahir Rozzi               |       |
| Ministre de l'Élevage et des Productions animales |     | Gayang Souare                     |       |
| Ministre de L'Environnement, de l'Eau et la Pêche |     | Mahamat Ibrahim Djamaladine       |       |
| Ministre du Développement touristique, de la Culture et de l'Artisanat                                                                                 |     | Madeleine Alingué                 |       |
| Ministre de la Formation professionnelle et des Petits métiers                                                                                         |     | Ruth Tédébé                       |       |
| Ministre de la Femme, de la Protection de la petite enfance et de la Solidarité nationale                                                              |     | Djalal Ardjoun Khalil             |       |
| Ministre de la Promotion des jeunes, du Sports et de l'Emploi                                                                                          |     | Mahamat Nassour Abdoulaye         |       |
| Ministre secrétaire générale du gouvernement, chargée des relations avec l'Assemblée nationale et de la Promotion du bilinguisme dans l'administration |     | Mariam Mahamat Nour               | MPS   |
| Secrétaire d'État aux Affaires étrangères, à l'Intégration africaine et à la Coopération internationale                                                |     | Achta Saleh Damane                |       |
| Secrétaire d'État à l'Éducation nationale et à la Promotion civique                                                                                    |     | Achta Saleh Damane                |       |
| Secrétaire d'État aux Finances et au Budget |     | Allali Mahamat Abakar             |       |
| Secrétaire d'État à l'Économie, de la Planification du développement                                                                                   |     | Hissein Tahir Souguimi            |       |

### Remaniement du 11 août 2019
- Les nouveaux ministres sont indiqués en gras, ceux ayant changé d'attributions en italique.

| Portefeuille | Nom | Nom                               | Parti |
| --- | --- | --------------------------------- | ----- |
| Président de la République |     | Idriss Déby                       | MPS   |
| Ministre d'État Ministre secrétaire général de la Présidence de la République                                                                          |     | Kalzeubé Pahimi Deubet            | MPS   |
| Ministre d'État Ministre conseiller à la présidence de la République                                                                                   |     | Nouradine Delwa Kassire Coumakoye |       |
| Ministre des Infrastructures et du Désenclavement |     | Abdramane Mouctar Mahamat         |       |
| Ministre de l'Administration du Territoire, de la Sécurité Publique et de la Gouvernance locale                                                        |     | Mahamat Ismaïl Chaïbo             |       |
| Ministre délégué à la Présidence chargé de la Défense nationale, des Anciens combattants et Victimes de guerre                                         |     | Mahamat Abali Salah               |       |
| Ministre des Affaires étrangères, de l'Intégration africaine, de la Coopération internationale et de la Diaspora                                       |     | Chérif Mahamat Zene               | MPS   |
| Ministre des Finances et du Budget |     | Tahir Hamid Nguilin               | MPS   |
| Ministre de la Justice, Garde des sceaux, chargé des Droits humains                                                                                    |     | Djimet Arabi                      |       |
| Ministre de l'Économie et de la Planification du Développement                                                                                         |     | Issa Doubragne                    |       |
| Ministre des Postes et des Nouvelles technologies de l'information                                                                                     |     | Idriss Saleh Bachar               |       |
| Ministre de la Communication, porte-parole du gouvernement                                                                                             |     | Oumar Yaya                        |       |
| Ministre de l'Aménagement du territoire, du Développement et de l'Habitat et de l'Urbanisme                                                            |     | Achta Ahmat Breme                 |       |
| Ministre des Mines, du Développement industriel, Commercial et de la Promotion du secteur privé                                                        |     | Achta Djibrine                    |       |
| Ministre du Pétrole et de l'Énergie |     | Aziza Mariam Albachir             |       |
| Ministre de la Fonction publique, du Travail et du Dialogue social                                                                                     |     | Ali Mbodou Mbodoumi               |       |
| Ministre de l'Éducation nationale et de la Promotion civique                                                                                           |     | Laminé Moustapha                  |       |
| Ministre de la Santé publique |     | Mahamoud Youssouf Khayal          |       |
| Ministre de l'Enseignement supérieur, de la Recherche et de l'Innovation                                                                               |     | David Houdeingar Ngarimaden       |       |
| Ministre de la Production, de l'Irrigation et des Équipements agricoles                                                                                |     | Madjidian Padja Ruth              |       |
| Ministre de l'Aviation civile, du Transport et de la Météorologie                                                                                      |     | Mahamat Tahir Rozzi               |       |
| Ministre de l'Élevage et des Productions animales |     | Gayang Souare                     |       |
| Ministre de L'Environnement, de l'Eau et la Pêche |     | Mahamat Ibrahim Djamaladine       |       |
| Ministre du Développement touristique, de la Culture et de l'Artisanat                                                                                 |     | Madeleine Alingué                 |       |
| Ministre de la Formation professionnelle et des Petits métiers                                                                                         |     | Chamsal Houda Abakar Kadadé       |       |
| Ministre de la Femme, de la Protection de la petite enfance et de la Solidarité nationale                                                              |     | Djalal Ardjoun Khalil             |       |
| Ministre de la Promotion des jeunes, du Sports et de l'Emploi                                                                                          |     | Mahamat Nassour Abdoulaye         |       |
| Ministre secrétaire générale du gouvernement, chargée des relations avec l'Assemblée nationale et de la Promotion du bilinguisme dans l'administration |     | Mariam Mahamat Nour               | MPS   |
| Secrétaire d'État à l'Éducation nationale et à la Promotion civique                                                                                    |     | Achta Saleh Damane                |       |
| Secrétaire d'État aux Finances et au Budget |     | Allali Mahamat Abakar             |       |
| Secrétaire d'État à l'Économie, de la Planification du développement                                                                                   |     | Hissein Tahir Souguimi            |       |

### Remaniement du 14 juillet 2020
- Les nouveaux ministres sont indiqués en gras, ceux ayant changé d'attributions en italique.

| Portefeuille | Nom | Nom                                | Parti |
| --- | --- | ---------------------------------- | ----- |
| Président de la République |     | Idriss Déby                        | MPS   |
| Ministre d'État Ministre secrétaire général de la Présidence de la République                                                                          |     | Kalzeubé Pahimi Deubet             | MPS   |
| Ministre des Affaires étrangères, de l'Intégration africaine et des Tchadiens de l'étranger                                                            |     | Amine Abba Sidick                  | MPS   |
| Ministre de la Sécurité publique et de l'Immigration                                                                                                   |     | Mahamat Tahir Orozi                |       |
| Ministre de l'Administration du territoire et des Collectivités autonomes                                                                              |     | Mahamat Ismael Chaïbo              |       |
| Ministre de la Communication Porte-parole du Gouvernement                                                                                              |     | Chérif Mahamat Zene                | MPS   |
| Ministre délégué à la Présidence, chargé des Armées, des Anciens combattants et des Victimes de guerre                                                 |     | Mahamat Abali Salah                |       |
| Ministre de la Santé publique et de la Solidarité nationale                                                                                            |     | Abdoulaye Sabre Fadoul             |       |
| Ministre de la Justice Garde des sceaux, chargé des Droits humains                                                                                     |     | Djimet Arabi                       |       |
| Ministre de l'Enseignement supérieur, de la Recherche et de l'Innovation                                                                               |     | David Houdeingar Ngarimaden        |       |
| Ministre de l'Économie, de la Planification du développement et de la Coopération internationale                                                       |     | Issa Doubragne                     |       |
| Ministre des Finances et du Budget |     | Tahir Hamid Nguilin                | MPS   |
| Ministre des Postes et de l'Économie numérique |     | Idriss Saleh Bachar                |       |
| Ministre des Infrastructures et des Transports |     | Ahmat Abakar Adjid                 |       |
| Ministre de l'Éducation nationale et de la Promotion civique                                                                                           |     | Aboubakar Assidick Tchoroma        |       |
| Ministre de l'Énergie |     | Ramatou Mahamat Houtouin           |       |
| Ministre de la Fonction publique, du Dialogue et de l'Emploi social                                                                                    |     | Ali Mbodou Mbodoumi                |       |
| Ministre de la Formation professionnelle et des Métiers                                                                                                |     | Achta Ahmat Bremé                  |       |
| Ministre du Développement industriel, Commercial et de la Promotion du secteur privé                                                                   |     | Lamine Moustapha                   |       |
| Ministre de l'Hydraulique urbaine et rurale |     | Tahani Mahamat Hassan              |       |
| Ministre de la Jeunesse et des Sports |     | Routouang Mohamed Ndonga Christian |       |
| Ministre du Pétrole et des Mines |     | Oumar Torbo Djarma                 |       |
| Ministre de l'Aménagement du territoire, du développement de l'Habitat et de l'Urbanisme                                                               |     | Amina Ehemir Torna                 |       |
| Ministre de l'Agriculture |     | Abdoulaye Diar                     |       |
| Ministre de l'Aviation civile et de la Météorologie nationale                                                                                          |     | Sebgué Nandeh                      |       |
| Ministre de l'Élevage et des Productions animales |     | Ahmat Mahamat Bachir               |       |
| Ministre de l'Environnement et de la Pêche |     | Brahim Mahamat Djamaladine         |       |
| Ministre du Développement touristique, de la Culture et de l'Artisanat                                                                                 |     | Patalé Geo                         |       |
| Ministre de la Femme et de la Protection de la petite enfance                                                                                          |     | Amina Priscille Longoh             | MPS   |
| Ministre secrétaire générale du gouvernement, chargée des relations avec l'Assemblée nationale et de la Promotion du bilinguisme dans l'administration |     | Mariam Mahamat Nour                | MPS   |
| Secrétaire d'État aux Affaires étrangères |     | Eveline Fakir Kanassawa            |       |
| Secrétaire d'État à la Santé et à la Solidarité nationale                                                                                              |     | Djiddi Ali Sougoudi                |       |
| Secrétaire d'État à l'Éducation nationale et à l'Éducation civique                                                                                     |     | Moustapha Mahamat Talko            |       |
| Secrétaire d'État aux Finances et au Budget |     | Alix Naimbaye                      |       |
| Secrétaire d'État à l'Économie, de la Planification du développement et de la Coopération internationale                                               |     | Abderahim Younous                  |       |
| Secrétaire générale adjointe du Gouvernement |     | Lucie Beassemda                    |       |

### Remaniement du 25 février 2021
- Les nouveaux ministres sont indiqués en gras, ceux ayant changé d'attributions en italique[16].

| Portefeuille | Nom | Nom                                | Parti |
| --- | --- | ---------------------------------- | ----- |
| Président de la République |     | Idriss Déby                        | MPS   |
| Ministre d'État Ministre secrétaire général de la Présidence de la République                                                                          |     | Kalzeubé Pahimi Deubet             | MPS   |
| Ministre des Affaires étrangères, de l'Intégration africaine et des Tchadiens de l'étranger                                                            |     | Amine Abba Sidick                  | MPS   |
| Ministre de la Sécurité publique et de l'Immigration                                                                                                   |     | Souleymane Abakar Adoum            |       |
| Ministre de l'Administration du territoire et des Collectivités autonomes                                                                              |     | Mahamat Ismael Chaïbo              |       |
| Ministre de la Communication Porte-parole du Gouvernement                                                                                              |     | Chérif Mahamat Zene                | MPS   |
| Ministre délégué à la Présidence, chargé des Armées, des Anciens combattants et des Victimes de guerre                                                 |     | Djimadoum Tiraïna                  |       |
| Ministre de la Santé publique et de la Solidarité nationale                                                                                            |     | Abdoulaye Sabre Fadoul             |       |
| Ministre de la Justice Garde des sceaux, chargé des Droits humains                                                                                     |     | Djimet Arabi                       |       |
| Ministre de l'Enseignement supérieur, de la Recherche et de l'Innovation                                                                               |     | David Houdeingar Ngarimaden        |       |
| Ministre de l'Économie, de la Planification du développement et de la Coopération internationale                                                       |     | Issa Doubragne                     |       |
| Ministre des Finances et du Budget |     | Tahir Hamid Nguilin                | MPS   |
| Ministre des Postes et de l'Économie numérique |     | Idriss Saleh Bachar                |       |
| Ministre des Infrastructures et des Transports |     | Ahmat Abakar Adjid                 |       |
| Ministre de l'Éducation nationale et de la Promotion civique                                                                                           |     | Aboubakar Assidick Tchoroma        |       |
| Ministre de l'Énergie |     | Ramatou Mahamat Houtouin           |       |
| Ministre de la Fonction publique, du Dialogue et de l'Emploi social                                                                                    |     | Adoum Forteye Amadou               |       |
| Ministre de la Formation professionnelle et des Métiers                                                                                                |     | Achta Ahmat Bremé                  |       |
| Ministre du Développement industriel, Commercial et de la Promotion du secteur privé                                                                   |     | Lamine Moustapha                   |       |
| Ministre de l'Hydraulique urbaine et rurale |     | Tahani Mahamat Hassan              |       |
| Ministre de la Jeunesse et des Sports |     | Routouang Mohamed Ndonga Christian |       |
| Ministre du Pétrole et des Mines |     | Oumar Torbo Djarma                 |       |
| Ministre de l'Aménagement du territoire, du développement de l'Habitat et de l'Urbanisme                                                               |     | Amina Ehemir Torna                 |       |
| Ministre de l'Agriculture |     | Abdoulaye Diar                     |       |
| Ministre de l'Aviation civile et de la Météorologie nationale                                                                                          |     | Alladjim Naordé                    |       |
| Ministre de l'Élevage et des Productions animales |     | Ahmat Mahamat Bachir               |       |
| Ministre de l'Environnement et de la Pêche |     | Brahim Mahamat Djamaladine         |       |
| Ministre du Développement touristique, de la Culture et de l'Artisanat                                                                                 |     | Patalé Geo                         |       |
| Ministre de la Femme et de la Protection de la petite enfance                                                                                          |     | Amina Priscille Longoh             | MPS   |
| Ministre secrétaire générale du gouvernement, chargée des relations avec l'Assemblée nationale et de la Promotion du bilinguisme dans l'administration |     | Mariam Mahamat Nour                | MPS   |
| Secrétaire d'État aux Affaires étrangères |     | Eveline Fakir Kanassawa            |       |
| Secrétaire d'État à la Santé et à la Solidarité nationale                                                                                              |     | Djiddi Ali Sougoudi                |       |
| Secrétaire d'État à l'Éducation nationale et à l'Éducation civique                                                                                     |     | Moustapha Mahamat Talko            |       |
| Secrétaire d'État aux Finances et au Budget |     | Alix Naimbaye                      |       |
| Secrétaire d'État à l'Économie, de la Planification du développement et de la Coopération internationale                                               |     | Abderahim Younous                  |       |
| Secrétaire générale adjointe du Gouvernement |     | Lucie Beassemda                    |       |